# Dinosaur National Monument
Pour les articles homonymes, voir Dinosaur.
Le Dinosaur National Monument (ce qui traduit de l'anglais viendrait à signifier « monument national des Dinosaures ») est un site paléontologique érigé en 1915 au statut de monument national américain. Le site couvre une zone située à la frontière entre les États du Colorado et de l'Utah, à la confluence de la Green River et de la Yampa River. C'est un site paléontologique d'une grande valeur, riche en fossiles de dinosaures.

## Géologie
La couche rocheuse qui entoure les fossiles est un lit de grès et de conglomérat d'origine alluviale ou fluviale connu sous le nom de « formation de Morrison », datant de la période jurassique, vieille de 150 millions d'années environ. Les dinosaures et autres animaux anciens ont été transportés par la rivière qui a finalement enseveli leurs restes en Utah. 
Les sédiments ont ensuite été enfouis et lithifiés dans de la roche solide. Les couches de roches ont ensuite été soulevées et inclinées jusqu'à leur angle actuel par les forces de formation des montagnes qui ont formé les monts Uinta pendant l'orogenèse laramienne. Les forces de l'érosion ont enfin exposé les couches superficielles que les paléontologues trouvent à la surface.

## Histoire
Les dépôts d'ossements de dinosaures ont été découverts en 1909 par Earl Douglass (en), un paléontologue travaillant pour le musée Carnegie d'histoire naturelle. Lui et ses équipes ont déterré des milliers de fossiles et les ont envoyés au musée de Pittsburgh, en Pennsylvanie, pour étude et exposition. Le président Woodrow Wilson a proclamé les dépôts d'ossements au statut officiel de monument national en 1915. Les limites du monument ont été agrandies en 1938 à partir de la parcelle originale de 80 acres (320 000 m2) entourant la carrière de dinosaures en Utah, jusqu'à son étendue actuelle de plus de 200 000 acres (800 km2) en Utah et au Colorado, comprenant les canyons spectaculaires des rivières Green et Yampa.
Bien que moins connus que les lits de fossiles, les pétroglyphes du Dinosaur National Monument sont un autre trésor de la zone.

## Climat
Le Dinosaur National Monument se situe sur une vaste zone désertique au nord-ouest du Colorado et au nord-est de l’Utah. Les températures en été peuvent être extrêmement hautes alors qu’en hiver, celles-ci peuvent être très froides, ce qui est typique des « High desert » américains. Bien que les chutes de neige y soient communes, la neige fond rapidement dans le climat aride et ensoleillé de ces États. Les chutes de neige ne sont pas abondantes et le taux d’évaporation est caractéristique des déserts. La pluviométrie excède à peine 25 cm.
| Mois                              | jan.  | fév. | mars | avril | mai  | juin | jui. | août | sep. | oct. | nov. | déc.  | année |
| --------------------------------- | ----- | ---- | ---- | ----- | ---- | ---- | ---- | ---- | ---- | ---- | ---- | ----- | ----- |
| Température minimale moyenne (°C) | −11,8 | −9,3 | −3,9 | −0,1  | 4,7  | 9,4  | 13,7 | 12,6 | 7,5  | 1,6  | −4,8 | −10,7 | 0,7   |
| Température maximale moyenne (°C) | 0,6   | 3,9  | 10,2 | 16    | 22,2 | 28,4 | 32,5 | 31,1 | 25,4 | 17,6 | 7,6  | 1,2   | 16,4  |
| Précipitations (mm)               | 16,3  | 14,2 | 22,4 | 29,7  | 33   | 26,9 | 25,7 | 22,6 | 31,5 | 37,1 | 20,3 | 15,7  | 295,7 |
| dont neige (cm)                   | 23,4  | 16,8 | 15   | 8,9   | 1,8  | 0,5  | 0    | 0    | 0,5  | 4,1  | 11,9 | 21,1  | 104,4 |

## Galerie

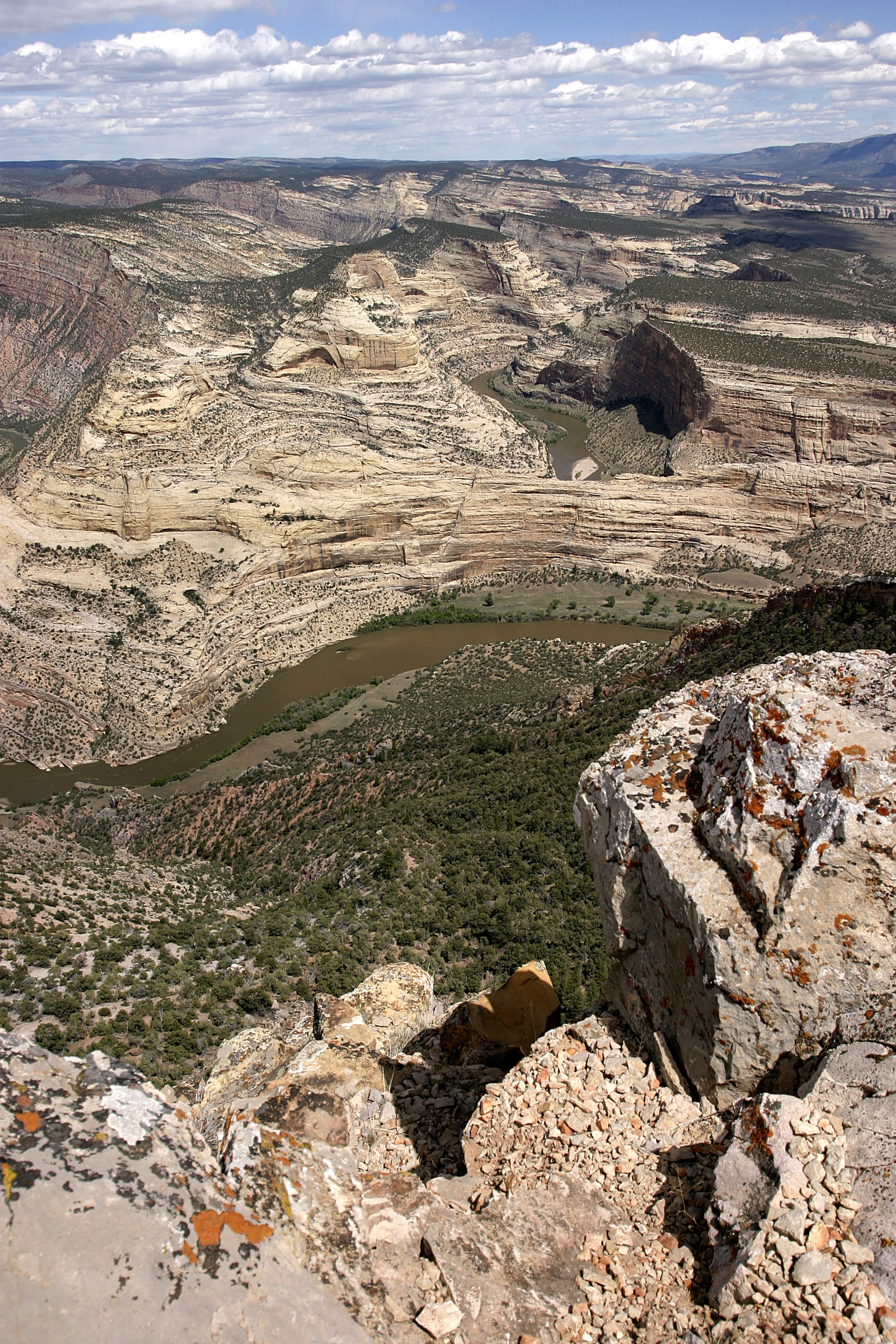
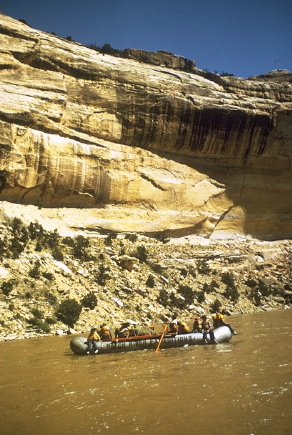
Canot de rafting sur la rivière Yampa.
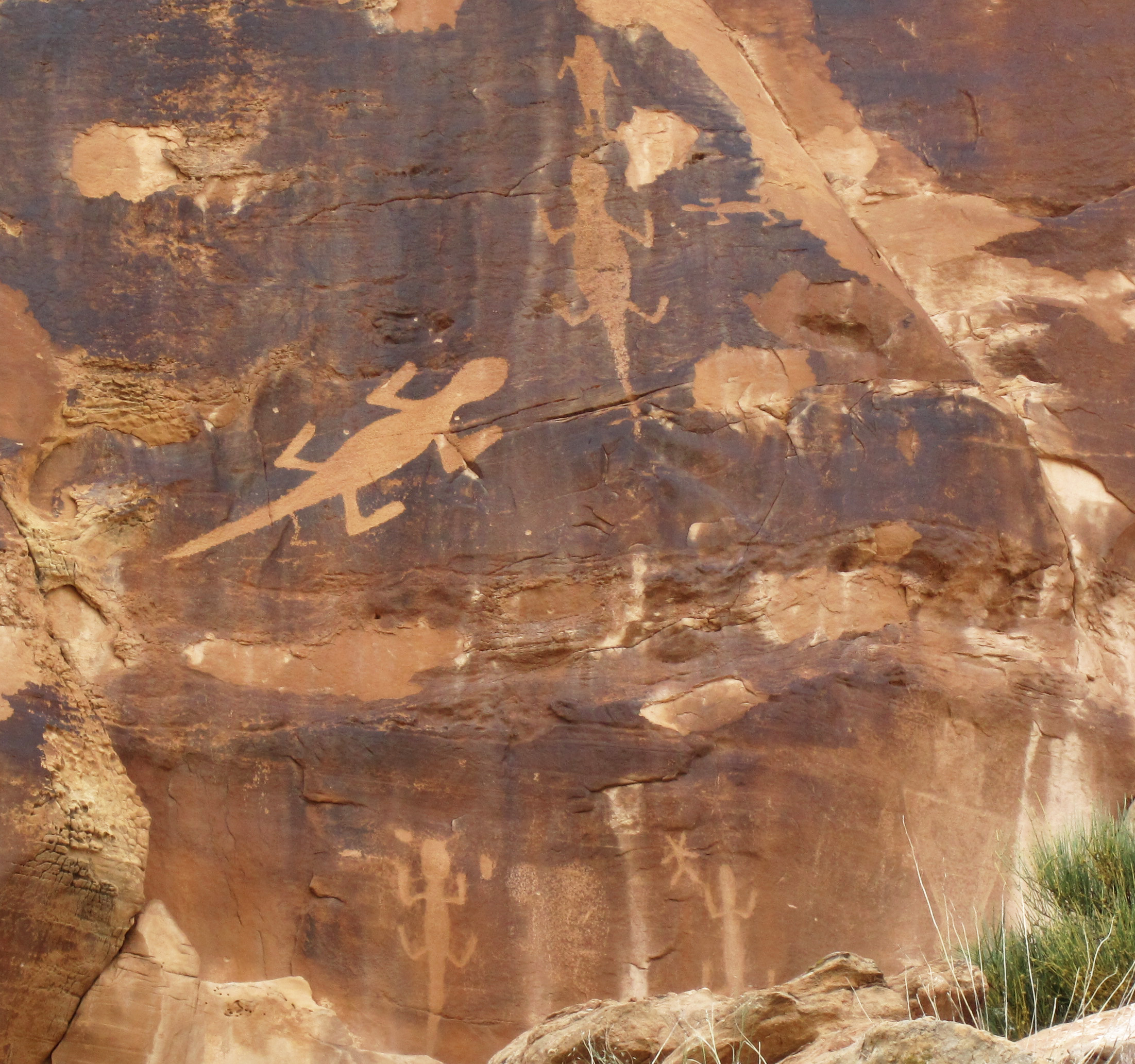
Pétroglyphes de lézards sur une falaise de grès quartzeux.
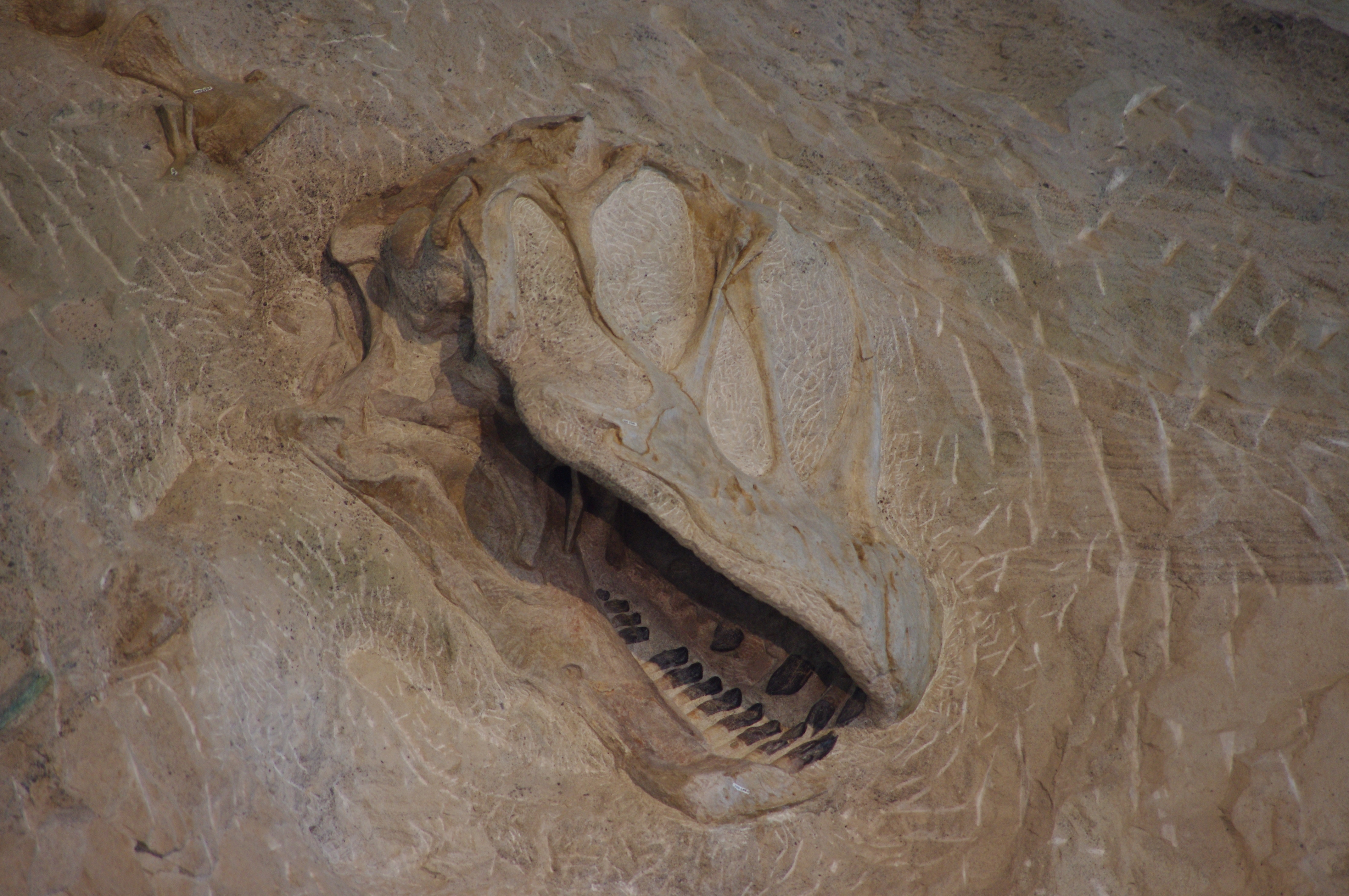

- Carte du parc.